# ザクロ属
ザクロ属（ザクロぞく、Punica）は、フトモモ目ミソハギ科の属である。

## 系統と分類
ザクロ属は、ミソハギ科のラフォエンシア属 Lafoensia ・ミズガンピ属 Pemphis ・カプロニア属 Capuronia ・ガルピニア属 Galpinia に近縁である。これらとザクロ属をあわせた5属で単系統を形成する。その系統はさらに、タバコソウ属 Cuphea やファイアフレームブッシュ属 Woodfordia からなる系統と姉妹群である。
ケーネ(Koehne) (1881, 1903) は、下位に卵形の果実をつける3属、ザクロ属・ハマザクロ属 Sonneratia ・ドゥアバンガ属 Duabanga を、ミソハギ科と区別しそれぞれ単型科とした。すなわち、ザクロ属は単型のザクロ科 Punicaceae とした。しかし Johnson and Briggs (1984) などにより、それらが系統的にミソハギ科に含まれることが明らかになった。
過渡的な説として、Dahlgren and Thorne (1984) は、それらをミソハギ科に含めたものの、亜科レベルで単型とした。すなわち、ザクロ属はミソハギ科ザクロ亜科 Punicoideae となった（旧来のミソハギ科はミソハギ亜科となった）。しかし、先に述べたとおりザクロ属は（他の2属も）ミソハギ科内の数属と近縁であり、亜科の地位も否定される。

## 特徴
雄蕊は多い（ミソハギ科の多くは8本または16本だがそれよりはるかに多い）。果実は卵形の漿果で、種子は肉質種皮を持つ。

## 種
2種が属す。

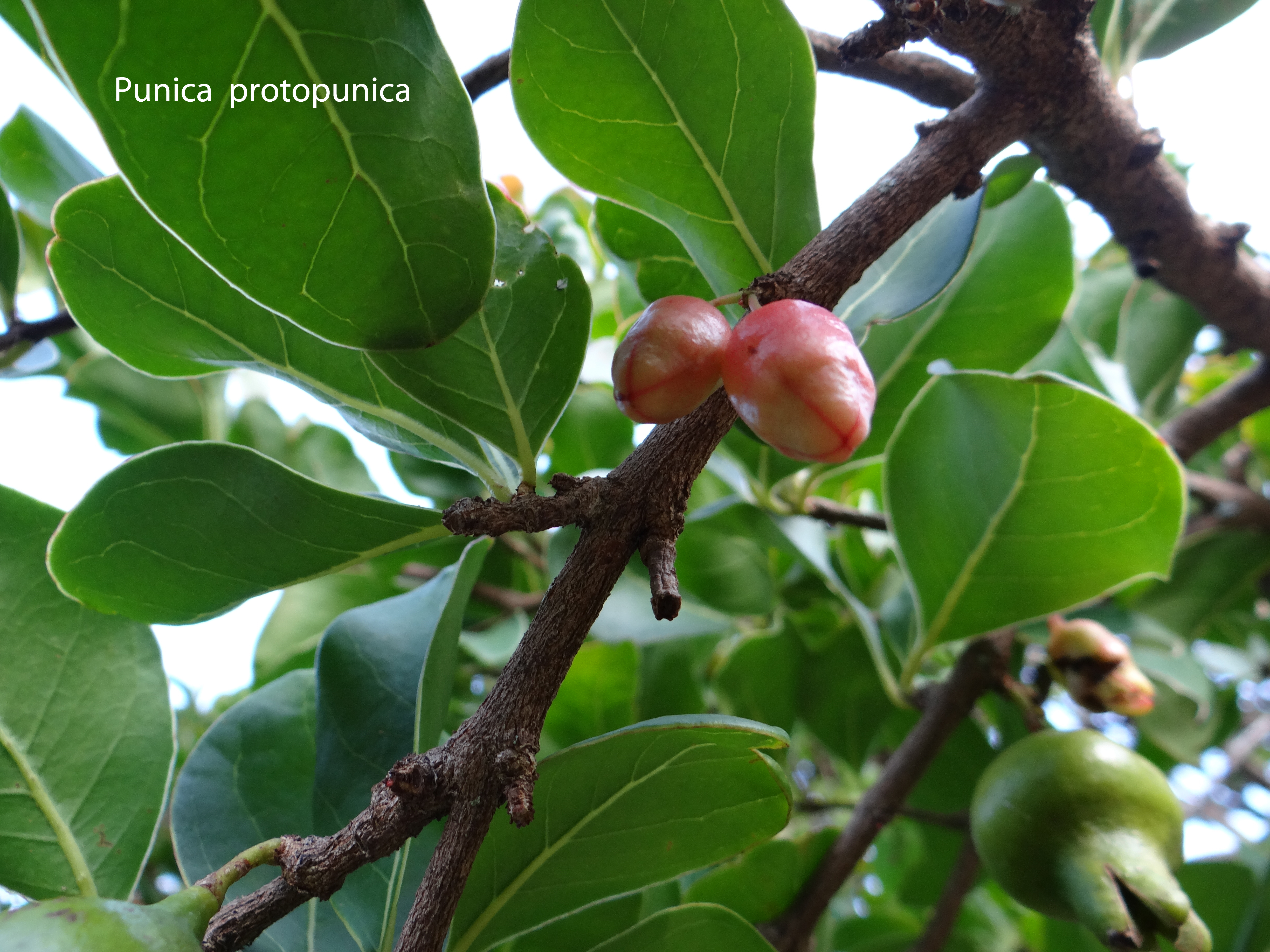
ソコトラザクロ

ザクロ Punica granatum L.
世界中の亜熱帯で栽培されている。
ソコトラザクロ Punica protopunica Balf.
東アフリカ沖のソコトラ島に自生する。花及び果実はザクロより小さく原始的で、食用にはならない。